# 姜力
姜力（1954年—），黑龙江哈尔滨人，中华人民共和国政治人物。
毕业于哈尔滨师范大学，历任共青团哈尔滨市委书记，民政部办公厅副主任，民政部救灾救济司司长、优抚安置司长，2001年5月，任民政部副部长。